# Parainoceramya dubia
Espèce
Synonymes
- voir paragraphe #Synonymes

Parainoceramya dubia est une espèce fossile de bivalves ayant vécu au Jurassique de la famille fossile des Inoceramidae.

## Historique

Parainoceramya dubia

L'espèce Parainoceramya dubia est décrite en 2015 par les paléontologues Sonia Ros-Franch et al.,

## Synonymes
- Inoceramus dubius Sowerby, 1826[3]
- Pseudomytiloides dubius Paredes et al., 2013[3]

### Publication originale
- (en) Sonia Ros-Franch, Susana E. Damborenea, Ana Márquez-Aliaga et Miguel O. Manceñido, « Parainoceramya n. gen. for Parainoceramus Cox, 1954 (ex Voronetz, 1936) partim (Bivalvia, Jurassic) », Journal of Paleontology, vol. 89, no 1,‎ janvier 2015, p. 20–27 (ISSN 0022-3360 et 1937-2337, DOI 10.1017/jpa.2014.3, résumé, lire en ligne, consulté le 21 septembre 2020)